# Снайпер: Мировой спецназ
«Снайпер: Мировой спецназ» (англ. Sniper: GRIT — Global Response & Intelligence Team, он же «Снайпер 10») — американский боевик 2023 года, снятый и написанный Оливером Томпсоном по сценарию Чада Майкла, в главных ролях — Райан Роббинс, Деннис Герберт и Луна Фудзимото. Сюжет рассказывает историю снайпера-аса Брэндона Беккета и недавно сформированной «Группы глобального реагирования и разведки», отправленный на Мальту, чтобы ликвидировать международный террористический заговор и спасти пропавшую спутницу Леди-Смерть. Этот фильм является продолжением фильма 2022 года «Снайпер: Смертельная миссия» и десятым фильмом из серии фильмов «Снайпер».
«Снайпер: Мировой спецназ» вышел в цифровом формате в Канаде 26 сентября 2023 года, а премьера на DVD и VOD состоялась в США 10 октября 2023 года с неоднозначными отзывами зрителей. Продолжение, «Снайпер: Последняя битва», выйдет 28 января 2025 года.

## Сюжет
Габриэль Стоун, вышедший в отставку из ЦРУ, возглавил создание «Группы глобального реагирования и разведки» и отправил «Леди-Смерть» на Мальту, чтобы убить лидера культа Пабло Пауэра, опустошающего страну. Потеряв контакт с Леди-Смерть, которая потерпела неудачу в убийстве, Стоун отправил Брэндона Бейкера и Шайло для отправки. В культовую крепость на Мальте Бейкер и Шайло пробрались и убили нескольких высокопоставленных чиновников. С помощью доктора Цуориха они успешно спасли Леди-Смерть.
По пути домой доктор Зорич тайно заключил сделку с Соши Мифунэ, международным преступником и приемным отцом Леди-Смерть, чтобы предать Леди-Смерть. Но вмешивается Леди Смерть, что приводит к смерти Зорича и побегу Мифунэ Соши. Леди Смерть рассказала Бейкеру и Шайло, что Мифунэ усыновил Леди Смерть, чьи родители скончались, и с детства обучал её быть безжалостным убийцей, заставляя Леди-Смерть думать, что она убила его из снайперской винтовки. В то же время Мифунэ сотрудничал с выжившим лидером культа Анной Коста. Они оба планировали убить Леди Смерть и показали, что Зорич имплантировал в рану Леди-Смерть чип слежения. Коста послал убийцу, чтобы выследить Леди Смерть, и несколько раз нападал на Брэндона Бейкера, Шайло и Леди-Смерть.
После того, как Брэндон Бейкер, Шайло и Леди-Смерть прервали контакт, Стоун обратился к хакеру Питу с просьбой о сотрудничестве и направился на Мальту. С помощью Брэндона и Шайло они успешно удалили чип из спины миссис Смерть, а затем убили убийцу Косты. Леди-Смерть связалась с Мифунэ через мобильный телефон убийцы, и обе стороны договорились о встрече. Леди Смерть была забрана Мифунэ, а Брэндон и Шайло, прятавшиеся в стороне, были взяты в заложники.
Мифунэ планировал выстрелить в Леди-Смерть, но не смог этого сделать. Коста предложил ему сделать это самому, но Леди-Смерть воспользовалась возможностью, чтобы схватить пистолет, убить Косту и подчинить Мифунэ. Брэндон и Шайло, которые были заложниками, использовались солдатами культа, чтобы угрожать Леди Смерть во время тупиковой ситуации, Стоун и Пит пришли на помощь; Впоследствии разведывательная группа глобального реагирования начала атаковать большое количество солдат культа и, наконец, сумела убить всех врагов, оставив только Мифунэ, которого застрелил Пит.
Разведывательная группа глобального реагирования вернулась домой после успешного уничтожения культовой организации. Мифунэ был арестован Интерполом , но, скорее всего, получил более мягкий приговор, пока Смерть не убила Мифунэ из снайперской винтовки на расстоянии.

## В ролях
- Чад Майкл Коллинз в роли Брэндона Беккета
- Райан Роббинс в роли Зеро
- Денис Герберт в роли Габриэля Стоуна
- Луна Фудзимото в роли Юки Мифунэ, или же Леди-Смерть
- Джош Бренер в роли разведчика Пита
- Мэтью Сим в роли доктора Зорана Зорича
- Тосидзи Такэсима играет Соши Мифунэ
- Евгения Крузо в ролиАныКосты
- Пол Киссаун в роли Бубало